# Гітанджалі Шрі
Гітанджалі Шрі (англ. Geetanjali Shree, хінді गीतांजलि श्री) — індійський прозаїк і авторка оповідань хінді, що живе в Нью-Делі, Індія. Вона є автором кількох оповідань і п'яти романів. Її роман 2000 року «Mai» увійшов до короткого списку Книжкової премії «Кросворд» у 2001 році. У 2022 році її роман «Ret Samadhi» (2018) отримав Міжнародну Букерівську премію. Окрім художньої літератури, вона написала критичні праці про Премчанда.

## Особисте життя
Гітанджалі народилась в місті Майнпурі, штат Уттар-Прадеш. Так якк її батько, Аніруд Панді, був державним службовцем, її родина жила в різних містах Уттар-Прадеш. Мати — Шрі Кумарі Панді (саме через любов до матері, майбутня письменниця змінила прізвище на Шрі). Вона стверджує, що саме виховання в штаті Уттар-Прадеш, а також відсутність дитячих книжок англійською дали їй багатий зв'язок з хінді. Вона походить з району Газіпур, села Гондаур.
Після початку своєї докторської роботи в Університеті Махараджа Саяджірао Барода про письменника Премчанда вона більше зацікавилася літературою хінді. Своє перше оповідання вона написала під час отримання докторської освіти, а після закінчення навчання звернулася до письменницької діяльності.
Вийшла заміж за історика Судхіра Чандра.

## Твори
Її перша історія «Bel Patra» (1987) була надрукована в літературному журналі Hans, після чого вийшла збірка оповідань "Anugoonj " (1991).
Англійський переклад її роману «Mai» приніс їй славу. Роман розповідає про три покоління жінок і чоловіків, які їх оточують, у родині середнього класу з Північної Індії. «Mai» перекладено кількома мовами, зокрема сербською та корейською. Його також було перекладено англійською мовою Нітою Кумар, яка отримала премію Sahitya Akademi Translation Prize, і мовою урду Баширом Унаном з передмовою Інтізара Хусейна. Інші переклади роману включають французький переклад Анні Монто та німецький переклад Рейнхольда Шайна.
Дія другого роману Шрі «Hamara Shahar Us Baras» розгортається після інцидентів під час знесення Бабрі Масджид.
Її четвертий роман, «Khālī jagah» (2006), був перекладений англійською (Ніведіта Менон як «Порожній простір»), французькою (Нікола Поцца як «Une place vide») та німецькою (Георг Лехнер і Ніведіта Менон як «Im leeren Raum»).
Її п'ятий роман, «Ret Samadhi» (2018), був відзначений Алкою Сараогі за «його широку уяву та чисту силу мови, безпрецедентну та вільну». 26 травня 2022 року «Ret Samadhi» отримала Міжнародну Букерівську премію, ставши першою книгою на гінді та першою книгою індійського письменника, яка отримала цю нагороду.